# Southern Methodist University

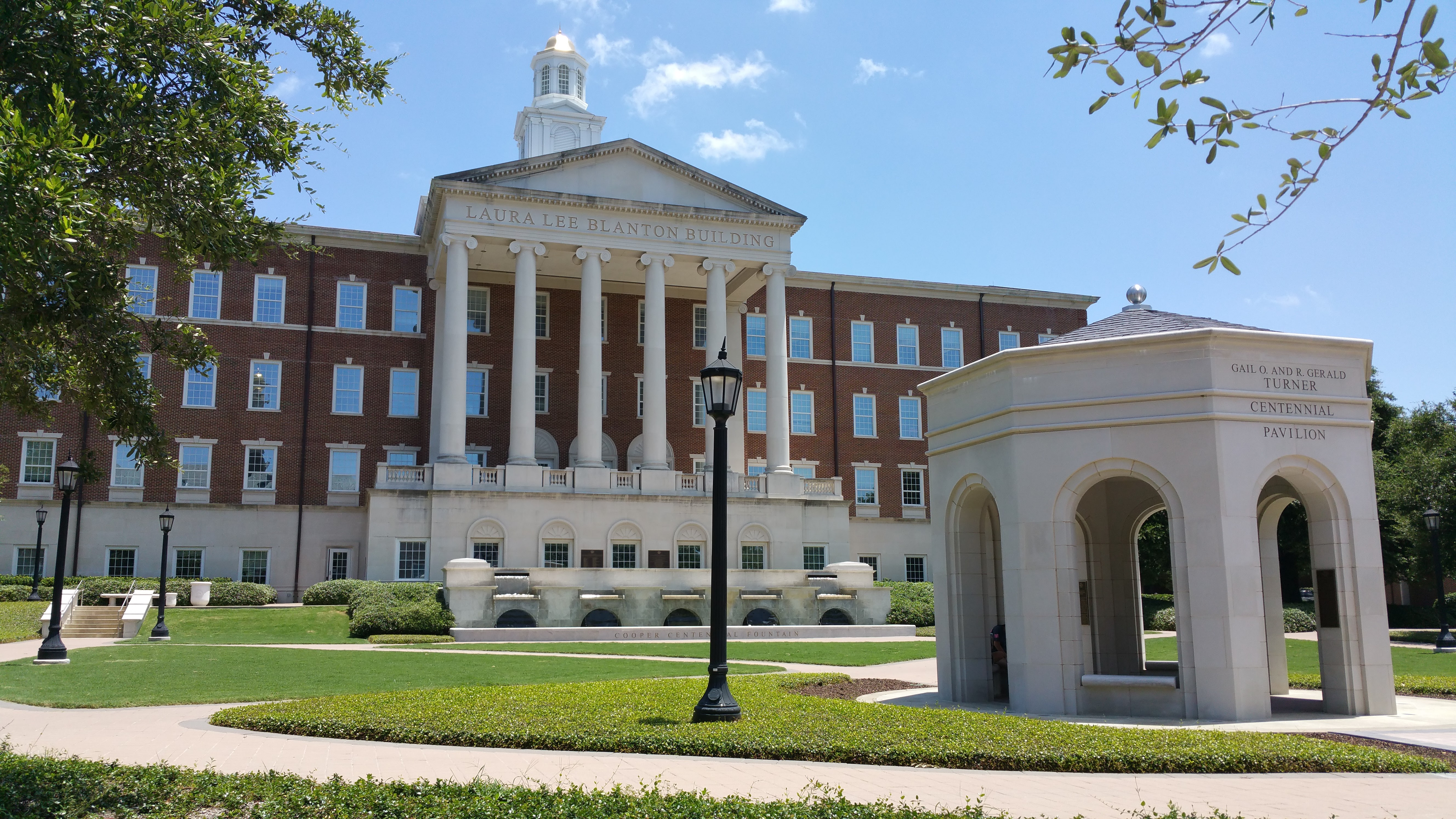
The Laura Lee Blanton Student Services Building

Southern Methodist University  är ett privatägt universitet i University Park som är en förstad till Dallas i Texas i USA.
Southern Methodist University grundades 1911 av Methodist Episcopal Church, South. Det ägs idag av Förenade Metodistkyrkan.
Universitetets huvudcampus ligger i University Park samt i Highland Park. Det finns satellitcampus i Plano i Texas och i Taos i New Mexico. 

## George W. Bush Presidential Center
George W. Bush utsåg 2008 Southern Methodist University som plats för sitt presidentbibliotek, bestående av George W. Bush Presidential Library och George W. Bush Policy Institute. Detta invigdes 2013 i University Park Campus.

## Bildgalleri

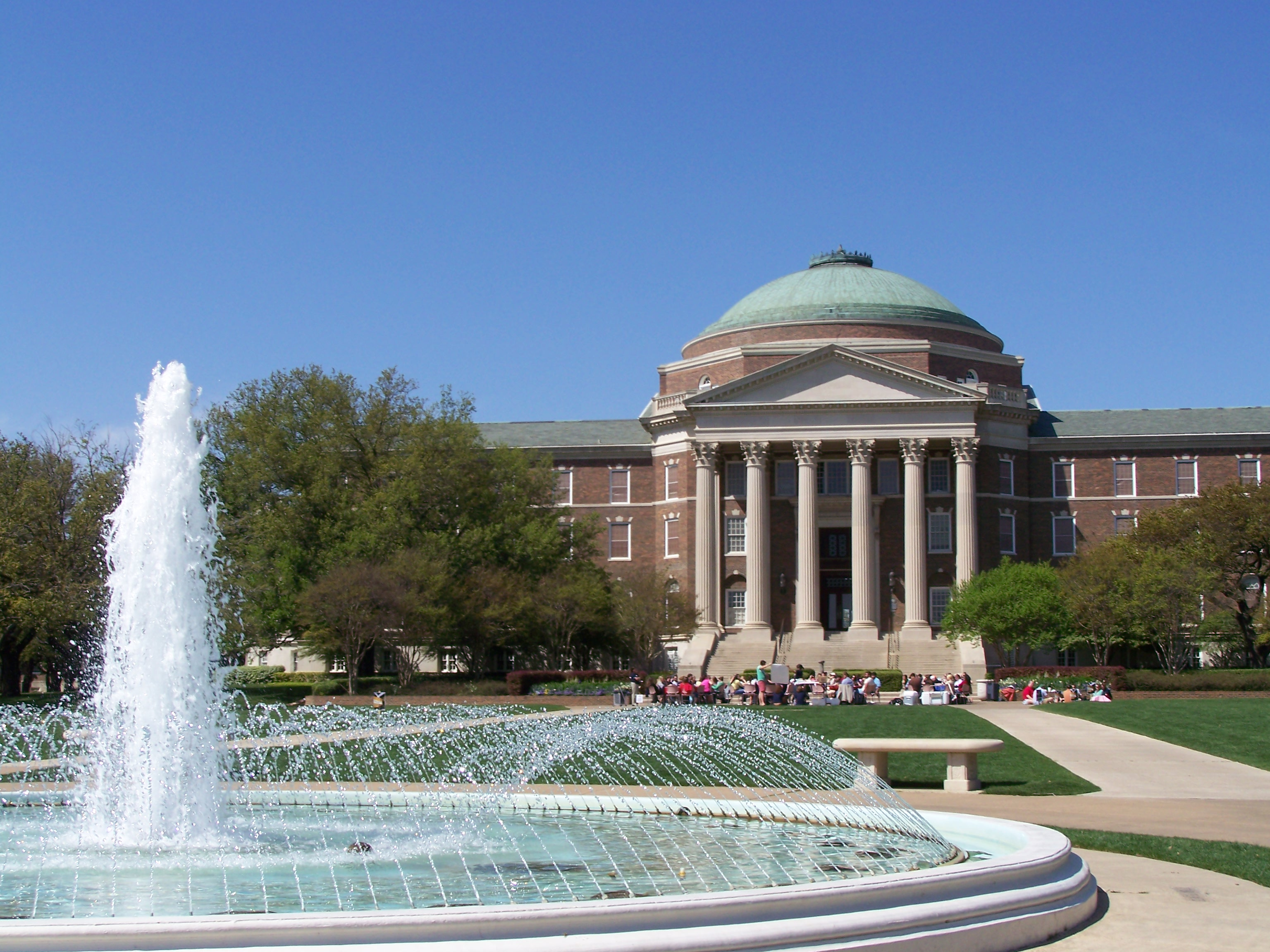
Dallas Hall, universitetets äldsta byggnad
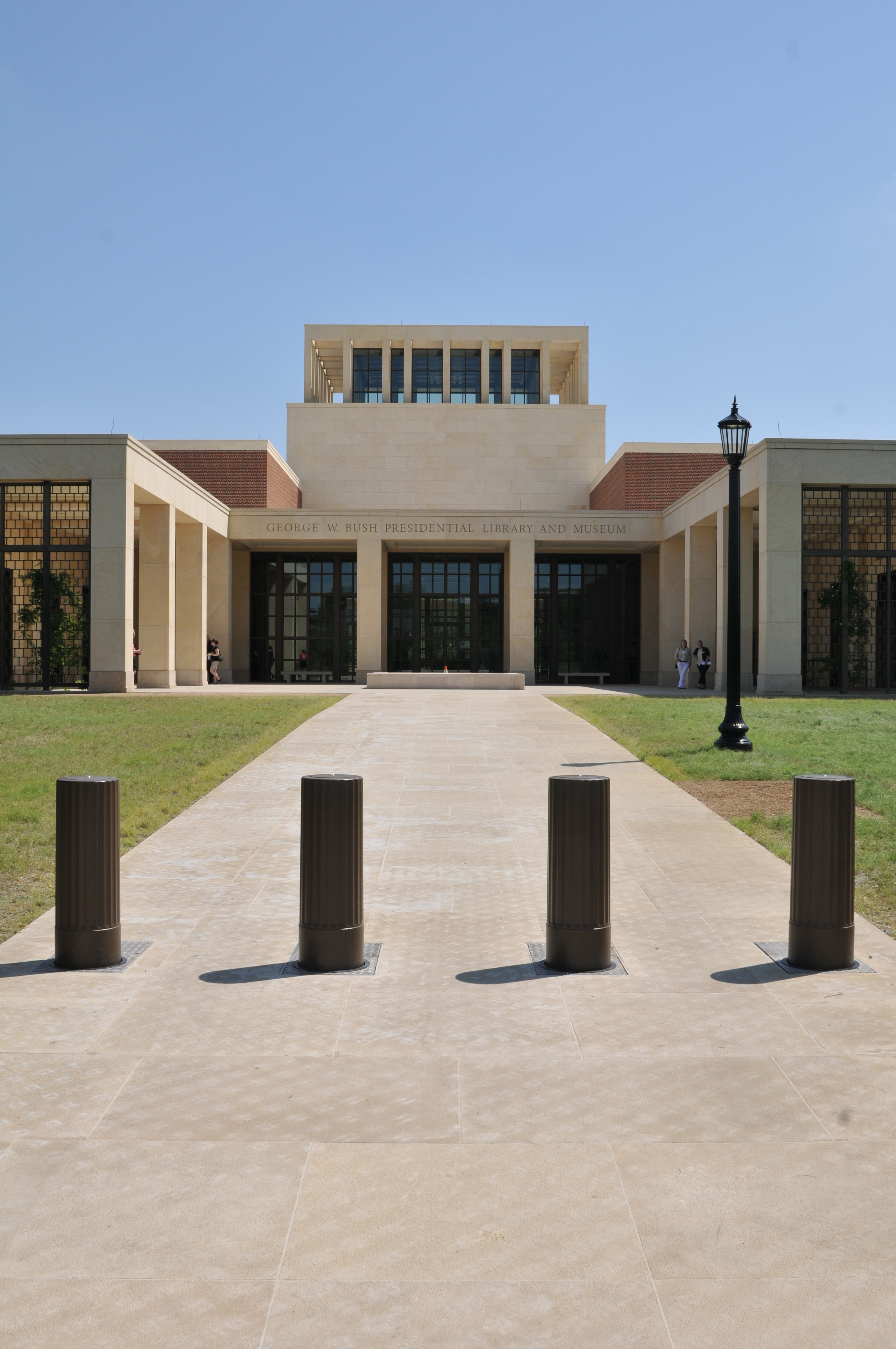
Entrén till George W. Bush Presidential Library
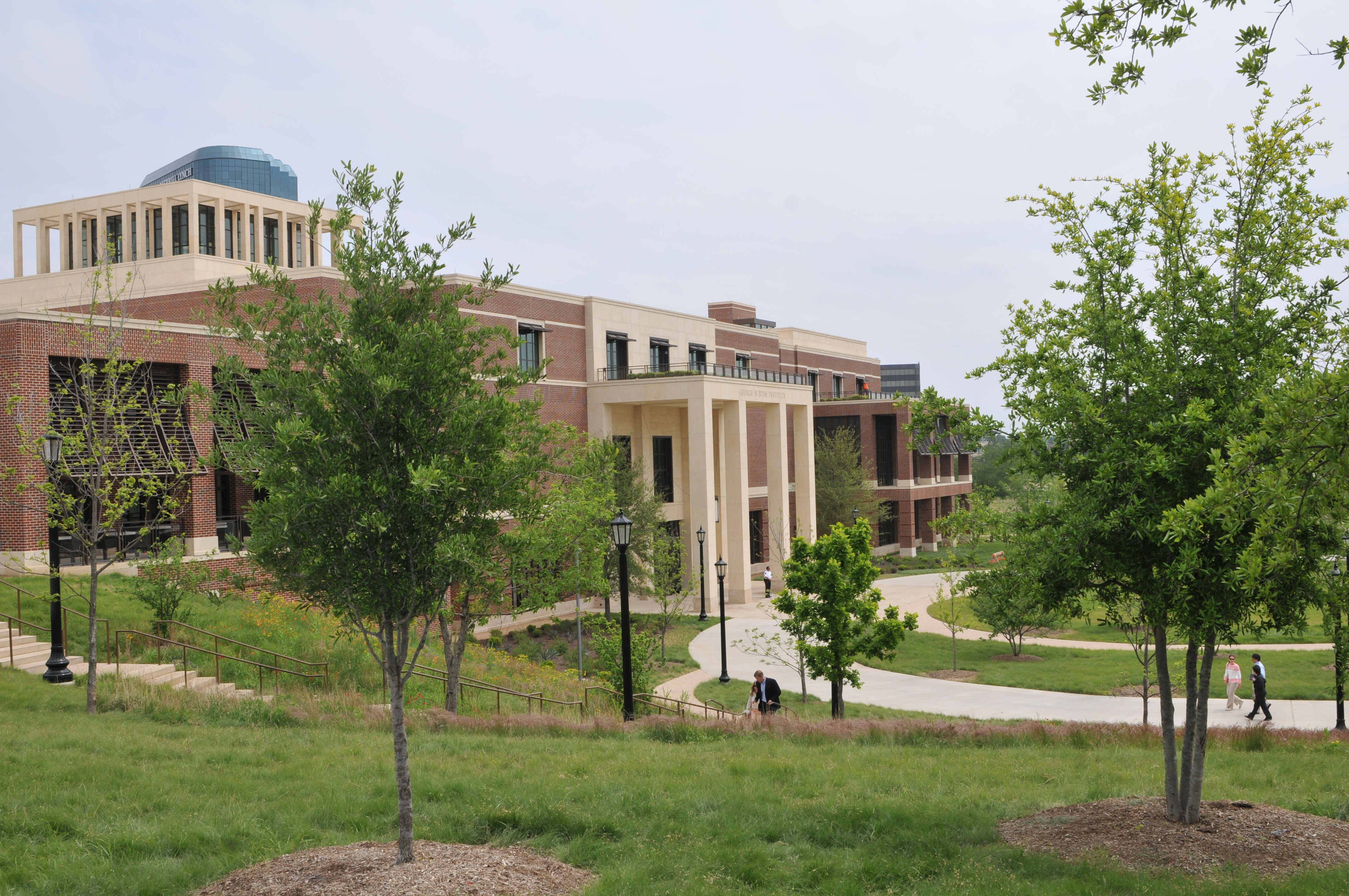
George W. Bush Policy Institute